# Adoni
Adoni ist eine Stadt im indischen Bundesstaat Andhra Pradesh. 
Adoni (Telugu ఆదోని Ādōni) liegt im Distrikt Kurnool 85 km westsüdwestlich der Distrikthauptstadt Kurnool. 40 km westlich von Adoni liegt die Stadt Siruguppa.
Adoni wurde 1865 gegründet.
Die Stadt (Adoni Municipality) hatte beim Zensus 2011 166.537 Einwohner; 10 Jahre zuvor waren es noch 157.305.
Adoni liegt an der nationalen Fernstraße NH 167 (Ballari–Mahbubnagar).

## Söhne und Töchter
- Prasad Gallela (* 1962), römisch-katholischer Geistlicher, emeritierter Bischof von Cuddapah